# Aenictus binghami
Aenictus binghami är en myrart som beskrevs av Auguste-Henri Forel 1900. Aenictus binghami ingår i släktet Aenictus och familjen myror. Inga underarter finns listade i Catalogue of Life.